# Philodendron giganteum
Philodendron giganteum är en kallaväxtart som beskrevs av Heinrich Wilhelm Schott. Philodendron giganteum ingår i släktet Philodendron och familjen kallaväxter. Inga underarter finns listade.

## Bildgalleri

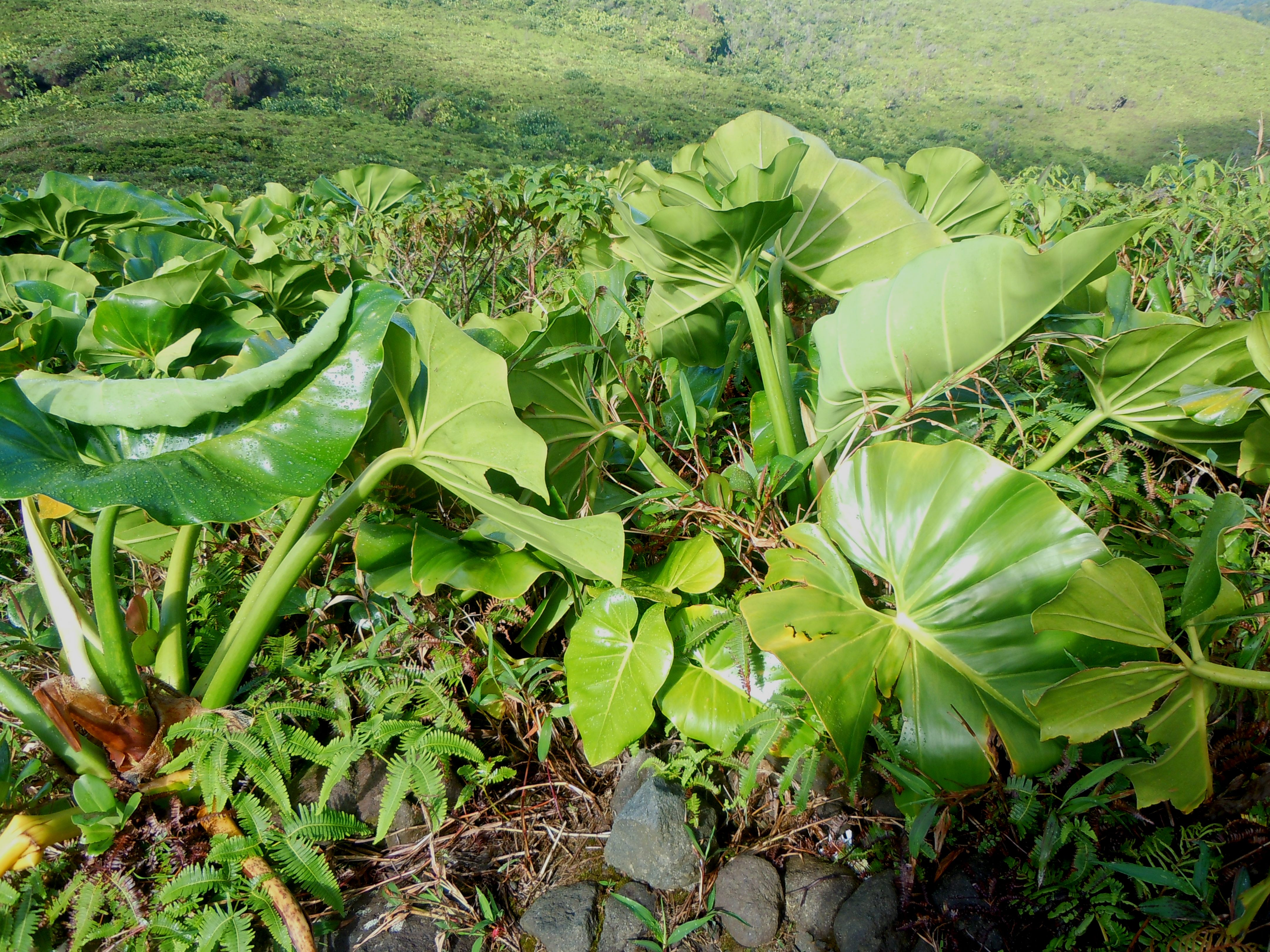
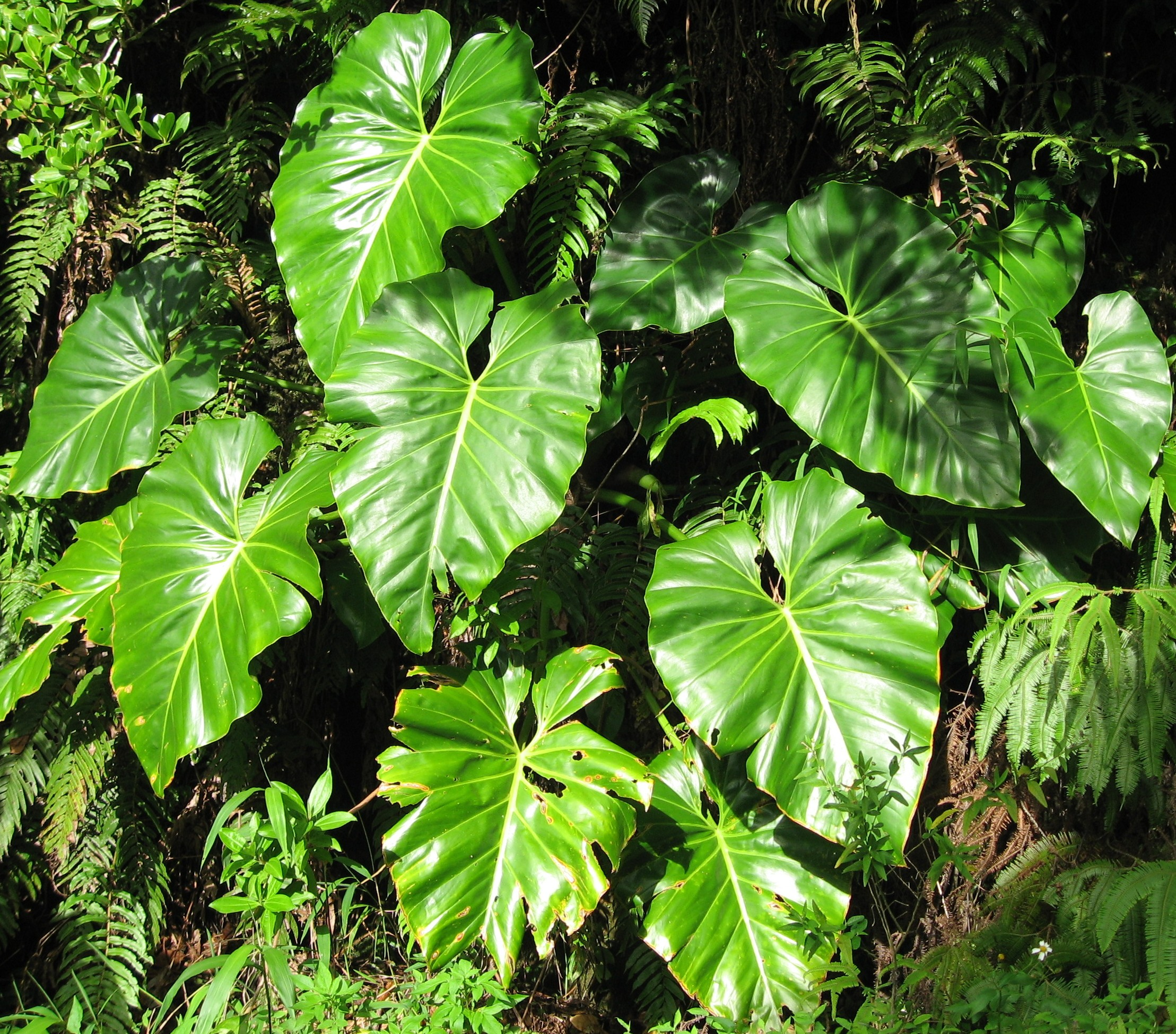
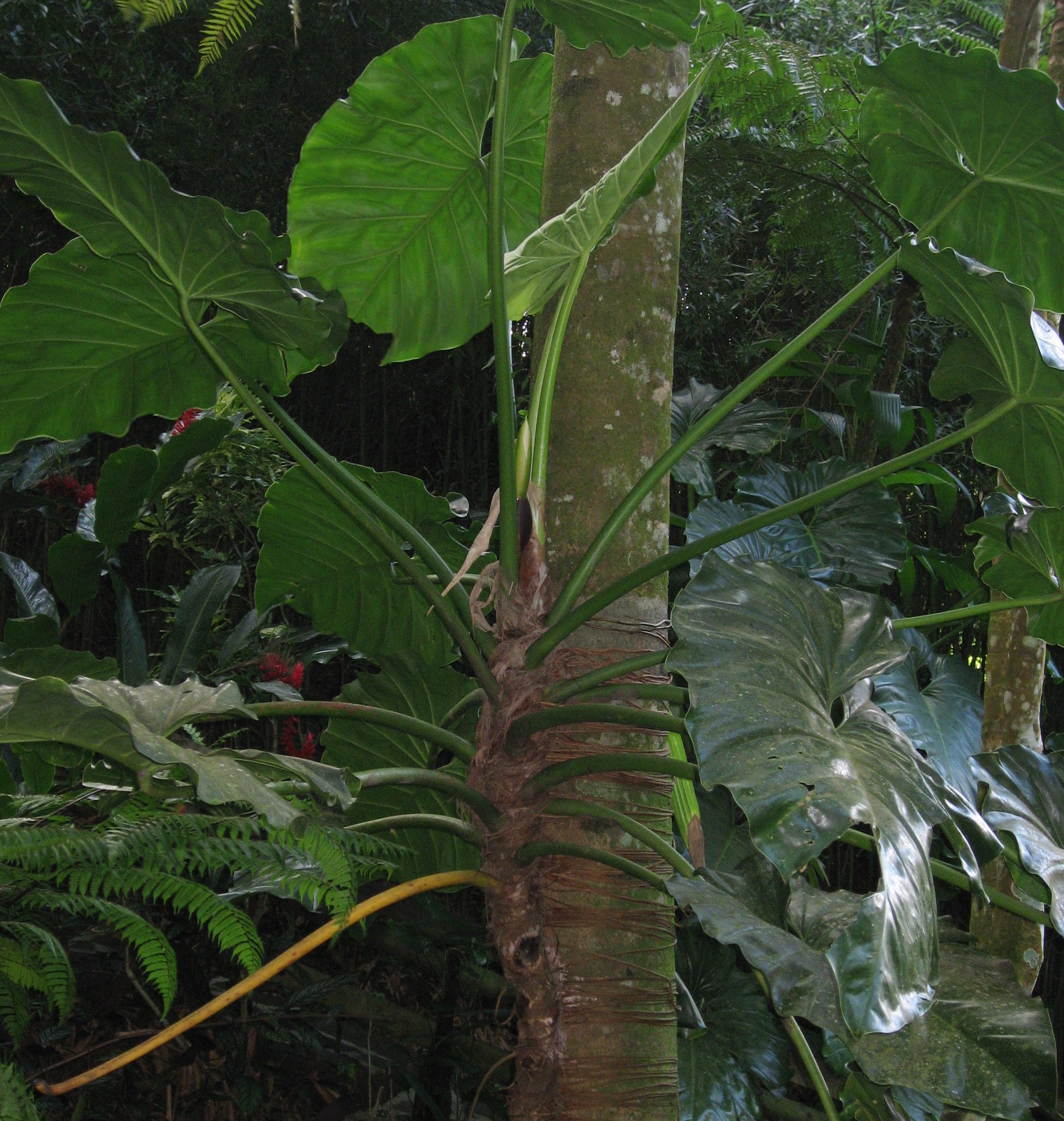